# Fanny Stresow
Fanny Wilhelmine Stresow (* 18. Januar 1853 auf Gut Margarethenhof bei Rohlstorf im Kreis Segeberg; † nach 1930) war eine deutsche Malerin.

## Leben

### Familie
Fanny Stresow wurde auf dem Gut Margarethenhof geboren, kurz bevor es an Graf Kuno zu Rantzau-Breitenburg verkauft wurde. Sie war das jüngste Kind von August Meno Stresow (* 2. Oktober 1809 in Lübeck; † 3. September 1887 in Kiel), der 1880 als Rentier in Düsternbrook 60 in Kiel wohnhaft war und dessen Ehefrau Marie Sophie Wilhelmine (geb. Schwerdtfeger) (* 10. Juli 1821; † 30. Juli 1896 in Kiel).  Sie hatte fünf Geschwister.
1930 ist Fanny Stresow noch im Adressbuch der Stadt Kiel unter der Anschrift Düsternbrook 60 verzeichnet.

### Werdegang
Nach ihrer Ausbildung zur Blumenmalerin bei Elise Prehn in Kiel sowie der Blumen- und Landschaftsmalerin Helene Stromeyer in Karlsruhe arbeitete Fanny Stresow freischaffend in Kiel.

## Ausstellungen
Ab 1882 war Fanny Stresow mit ihren Landschaftsbildern auf den Ausstellungen der Schleswig-Holsteinischen Kunstgenossenschaft und des Schleswig-Holsteinischen Kunstvereins in den Jahren 1882, 1891, 1894 und 1896 vertreten.
Weitere Beteiligungen:
- 1883: Kunstausstellung der Kunstakademie Dresden[7]
- 1885: Kunstausstellung der Kunstakademie Dresden[8]
- 1887: Schweizerische Kunstausstellung in Zürich[9]
- 1887: Schweizerische Kunstausstellung in Basel[10]
- 1889: Große Berliner Kunstausstellung
- 1892: Permanente Ausstellung des Kunstmuseums in Lugano[11]
- 1893: Große Berliner Kunstausstellung
- 1898: Ausstellung des Vereins der Berliner Künstlerinnen
- 1900: Kunstausstellung in Husum

## Mitgliedschaften
- 1892 bis 1898: Verein der Berliner Künstlerinnen.